# Manuel de la Serna y Hernández Pinzón
Manuel de La Serna y Hernández Pinzón  (Lebrija (Sevilla), diciembre de 1804-Sevilla, 24 de junio de 1878) fue un militar español que ejerció como gobernador y capitán general de Puerto Rico entre 1877 y 1878. Fue Senador por la provincia de Sevilla en 1876 y senador vitalicio en 1877 y 1878. Además, fue el primer marqués de Irún.

## Carrera
Entró en el Ejército Español el 18 de enero de 1816, como cadete agregado al regimiento de Galicia.  En 1819 participó en las campañas de Jolox, Comares y Montefrío, en la que fue herido, así como en las de los campos de Jaén, en los de Avilés y en la de las montañas del Madroño (1820 y 1824), en la última de las cuales cayó prisionero.  A consecuencia de su comportamiento, que le mereció la estimación de sus jefes, consiguió el grado de subteniente de infantería. 
En la Primera Guerra Carlista participó en la sorpresa de Maella (1831), en la defensa de Lumbier (1835), en las avanzadas de San Sebastián (1836), en el levantamiento del asedio de Bilbao y en la memorable batalla de Luchana, en la que cayó herido gravemente en la pierna izquierda.  Más tarde, ascendido a primer teniente, luchó en las acciones de Barbastro y Chiva (entre junio y julio de 1837), demostrando tanta valentía en aquellos combates, que sobre el mismo campo de batalla recibió el grado de capitán. Debido a un brillante reconocimiento que hizo por los alrededores de Almunia (25 de diciembre) ascendió a comandante, tras asistir al sitio de Morella ( 1838) y en las acciones posteriores a la retirada del general Oria. 
Terminada la guerra civil, obtuvo la licencia para separarse del servicio activo con el fin de curarse de las heridas, y permaneció en esa situación hasta el 1842.  Al año siguiente participa a la defensa de Sevilla, que le valió, el 12 de diciembre de 1851, el grado de teniente coronel, y algunos años más tarde ascendió a coronel. Nombrado segundo cabo interino del distrito de Sevilla, figuró también en los acontecimientos de Cádiz (1868) y antes el 1858 había ascendido a brigadier, y mariscal de campo (30 de septiembre de 1868). El 9 de noviembre de 1871 se le concedió el grado de teniente general, el mayor grado que consiguió en el ejército.  Ya en campaña, se le destinó a comandar el segundo cuerpo de ejército, tomando parte muy activa en los combates que precedieron a la revuelta de Bilbao. Atacó por el centro de la cordillera de Galdames, apoderándose de la línea derecha del río Somorrostro y toda la del ferrocarril hasta Portugalete, operación en la que se apodera de toda la artillería carlista y de abundantes municiones.
Poco tiempo después fue director general de artillería y mando en jefe del tercer cuerpo de ejército del Norte; tomó la plaza de Laguardia, perteneciente al enemigo, y los obligó a levantar el bloqueo de Irún, no sin sostener antes unas fuertes luchas en San Marcos y San Marcial, y ante el rey Alfonso XII dirigió las acertadas operaciones, a consecuencia de las cuales conquistó y ocupó la línea del Río Arga, por lo que el gobierno le otorgó el título de marqués de Irún.
Después de terminada la guerra civil, el 24 de febrero de 1875, fue primer ayudante de Alfonso XII, nuevamente director general de artillería desde el 11 de julio de 1877 y capitán general de Puerto Rico desde el 16 de septiembre de 1877 hasta el 16 de abril de 1878, año en que murió.
Casado con Luisa Zuleta y García, el matrimonio tuvo, al menos, un hijo: Fernando de la Serna y Zuleta que fue el II marqués de Irún.